# Idara Victor
Idara Victor est une actrice américaine née à New York aux États-Unis. Elle est connue pour son rôle de Nina Holiday dans Rizzoli and Isles.

## Biographie
Idara Victor est née le 20 janvier 1981 à Brooklyn (New York). Elle est la fille de Barbara et Stan Victor, tous les deux originaires du Sud du Nigéria et elle est la 2e enfant d'une famille de trois filles. Elle a grandi à Brooklyn et Long Island. Selon elle, elle était « probablement la plus douée de sa famille » et elle a commencé à danser et à jouer du piano à l'âge de 8 ans ce qui l'a amené à 15 ans à chanter pour la première fois un air d'opéra. À 13 ans, elle a gagné le concours de Miss New York Junior Teen. Un agent la découvre lors d'un spectacle de mode et il la pousse vers le mannequinat mais elle refuse car elle a l'intention de devenir actrice.
En raison de ses réussites académiques, elle a été inscrite dans un programme de la Wharton School of Business à l'université de Pennsylvanie où elle a étudié la gestion d'entreprise et le marketing.
Avec des amis, elle a joué des scènes dans des parcs autour de Philadelphie et elle a étudié en privé pour devenir actrice.

## Carrière

### Théâtre, danse et musique
À l'université de Pennsylvanie, Idara Victor a joué des lectures de Shakespeare et elle a dansé avec la troupe de danse ballet African Rhythms West African et la danse afro-cubaine pendant son temps libre. Quand elle a été diplômée, elle a quitté son premier emploi au magazine In Style et a commencé à faire de la musique avec son ami Mike "Double-O" du groupe Kidz In The Hall. De retour à New York, elle a étudié à l'Institut de théâtre Lee-Strasberg, tandis que ses amis ont été formés à la Tisch School of the Arts et que son amie Hyun Kim la lie avec l'actrice américano-nigériane Adepero Oduye.
Pour financer ses études, elle a créé un magasin de vêtements en ligne appelé Girled-Out.
John Caird l'a introduite à sa première scène de théâtre new-yorkaise, une reprise des Misérables.  Elle est la première femme afro-américaine à jouer le rôle de Cosette.
Elle a continué à travailler à New York et a travaillé la même année au sein du Public Theater, du Lincoln Center et de la Compagnie de Théâtre Roundabout avec plusieurs directeurs tels que Susan Stroman, Joanne Akaliatis, James Lapine, Stafford Arima et Tina Landeau.
Idara Victor est une soprano lyrique naturelle. Elle a chanté dans l'opéra de Scott Joplin, Treemonisha. Elle a aussi joué lors de la 85e Cérémonie des Oscars.

### Télévision et cinéma
Tandis qu'elle est sur scène à Broadway, en 2004, Idara Victor fait sa première apparition au grand écran dans Not Just Yet. En 2005, c'est à la télévision qu'elle fait sa première apparition dans la série Starved. Ensuite, elle a joué dans plusieurs séries dont Haine et Passion, Les Feux de l'amour, Unicorn Plan-It, Vegas et Choir dans des rôles récurrents. Elle est aussi apparue dans New York, police judiciaire, Mad Men, Private Practice et Grey's Anatomy.
Depuis août 2014, son rôle, probablement, le plus connu est celui de Nina Holiday, analyste informatique à la Boston Police Department dans la série Rizzoli and Isles. Elle est apparue la première fois dans le 8e épisode de la 5e saison. Elle devient une membre du casting principal lors de la 6e saison en remplacement de Lee Thompson Young.
En plus de son rôle de Nina Holiday, Idara Victor joue un rôle récurrent dans la série d'AMC, Turn.

## Filmographie

### Cinéma
- 2004 : Not Just Yet : Lania Caldwell
- 2012 : Watching TV with the Red Chinese : Antigone
- 2016 : An American Girl Story - Melody 1963: Love Has to Win : Frances Ellison
- 2018 : Alita: Battle Angel

### Courts-métrages
- 2009 : Safe Haven
- 2016 : Hard World for Small Things

### Télévision

#### Séries télévisées
- 2005 : Starved : Adam's Dream Woman
- 2006 : La Force du destin : Airline Stewardess
- 2006 : New York, unité spéciale (saison 7, épisode 21) : Iridia
- 2008 : Haine et passion : CO2 Waitress
- 2008 : Live from Lincoln Center : Camelot Ensemble
- 2009 : New York - Police judiciaire : Nona
- 2010 : How to Make It in America : Jeans Girl
- 2010-2011 : Les Feux de l'amour : Renee / Bride
- 2011 : Prime Suspect : Steph
- 2012 : Private Practice : Pilar
- 2012-2013 : Unicorn Plan-It : Ariel
- 2013 : Grey's Anatomy : Amelie Ward
- 2013 : Mad Men : Nikki
- 2013 : The Choir : Miriam
- 2013 : Vegas : Humphries / Nurse Humphries
- 2014-2016 : Rizzoli and Isles : Nina Holiday
- 2014-2017 : Turn: Washington's Spies : Abigail
- 2016 : Castle : Patty
- 2016 : Pure Genius : Tanya Jackson
- 2022 : Minx : Tina